# Lista siturilor arheologice din județul Botoșani - O
Lista siturilor arheologice din județul Botoșani - O conține toate siturile arheologice din județul Botoșani înscrise în Repertoriul Arheologic Național (RAN) și aflate în localități al căror nume începe cu litera O. RAN este administrat de Ministerul Culturii și Patrimoniului Național și cuprinde date științifice, cartografice, topografice, imagini și planuri, precum și orice alte informații privitoare la zonele cu potențial arheologic, studiate sau nu, încă existente sau dispărute.
Puteți căuta un sit din localitățile care încep cu litera O folosind formularul de mai jos sau puteți naviga prin toate siturile din județ la Lista siturilor arheologice din județul Botoșani.
| Cod RAN                                  | Denumire | Localitate                        | Adresă                       | Datare                                      | Descoperit                              | Coordonate                                    | Imagine           | Erori            |
| ---------------------------------------- | --- | --------------------------------- | ---------------------------- | ------------------------------------------- | --------------------------------------- | --------------------------------------------- | ----------------- | ---------------- |
| 35811.01.01 (Cod LMI: BT-I-s-B-01818)    | Așezarea Cucuteni de la Orășeni-Deal - Dealul Holm / ansamblu anonim (Categorie: locuire civilă) (Tip: Așezare)                | sat Orășeni-Deal, comuna Curtești | Dealul Holm                  | Cucuteni aprox. 4.500- 3.500 ani            | O. L. Șovan 1980                        | 47°41′12″N 26°40′34″E / 47.68663°N 26.67624°E | Încărcați imagine | Raportați eroare |
| 35811.02.01 (Cod LMI: BT-I-m-B-01819.02) | Situl arheologic de la Orășeni-Deal - În Săliște / ansamblu anonim (Categorie: locuire civilă) (Tip: Așezare)                  | sat Orășeni-Deal, comuna Curtești | În Săliște                   | Sântana de Mureș - Cerneahov sec. IV - V    | N. Zaharia 1957                         | 47°40′24″N 26°41′17″E / 47.67337°N 26.68817°E | Încărcați imagine | Raportați eroare |
| 35811.02.02 (Cod LMI: BT-I-m-B-01819.01) | Situl arheologic de la Orășeni-Deal - În Săliște / ansamblu anonim (Categorie: locuire civilă) (Tip: Așezare)                  | sat Orășeni-Deal, comuna Curtești | În Săliște                   | sec. XV - XVIII                             | N. Zaharia 1957                         | 47°40′24″N 26°41′17″E / 47.67337°N 26.68817°E | Încărcați imagine | Raportați eroare |
| 39024.01.01                              | Așezarea din epoca medievală de la Oroftiana - Cetatea Sașilor / ansamblu anonim (Categorie: fortificație) (Tip: Fortificație) | sat Oroftiana, comuna Suharău     | Cetatea Sașilor              | Dridu sec. IX-XI                            | 1908 1870                               | 48°09′13″N 26°20′00″E / 48.15374°N 26.33346°E | Încărcați imagine | Raportați eroare |
| 36925.01.01                              | Situl arheologic de la Oneaga-Vatra satului / ansamblu anonim (Categorie: locuire civilă) (Tip: Așezare)                       | sat Oneaga, comuna Cristești      | Vatra satului                | sec. XVIII                                  | Păunescu, P. Șadurschi, V. Chirica 1974 | 47°35′07″N 26°43′43″E / 47.58534°N 26.72857°E | Încărcați imagine | Raportați eroare |
| 36925.02.01                              | Situl arheologic de la Oneaga-Coasta sub Podiș / ansamblu anonim (Categorie: locuire civilă) (Tip: Așezare)                    | sat Oneaga, comuna Cristești      | Coasta sub Podiș             | tardenoisian aprox. 8.500-6.500 ani         | Păunescu, P. Șadurschi, V. Chirica 1974 | 47°35′28″N 26°43′57″E / 47.59108°N 26.73253°E | Încărcați imagine | Raportați eroare |
| 36925.02.02                              | Situl arheologic de la Oneaga-Coasta sub Podiș / ansamblu anonim (Categorie: locuire civilă) (Tip: Așezare)                    | sat Oneaga, comuna Cristești      | Coasta sub Podiș             | sec. XVII                                   | Păunescu, P. Șadurschi, V. Chirica 1974 | 47°35′28″N 26°43′57″E / 47.59108°N 26.73253°E | Încărcați imagine | Raportați eroare |
| 35811.03.01                              | Situl arheologic de la Orășeni-Deal - La Izvoare / ansamblu anonim (Categorie: locuire civilă) (Tip: Așezare)                  | sat Orășeni-Deal, comuna Curtești | La Izvoare                   | Horodiștea-Gordinești aprox.3.500-2.500 ani | N. Zaharia 1957                         | 47°40′51″N 26°40′01″E / 47.68074°N 26.66695°E | Încărcați imagine | Raportați eroare |
| 35811.03.02                              | Situl arheologic de la Orășeni-Deal - La Izvoare / ansamblu anonim (Categorie: locuire civilă) (Tip: Așezare)                  | sat Orășeni-Deal, comuna Curtești | La Izvoare                   | getică aprox. 450-300 ani                   | N. Zaharia 1957                         | 47°40′51″N 26°40′01″E / 47.68074°N 26.66695°E | Încărcați imagine | Raportați eroare |
| 35811.03.03                              | Situl arheologic de la Orășeni-Deal - La Izvoare / ansamblu anonim (Categorie: locuire civilă) (Tip: Așezare)                  | sat Orășeni-Deal, comuna Curtești | La Izvoare                   | Sântana de Mureș - Cerneahov sec. IV - V    | N. Zaharia 1957                         | 47°40′51″N 26°40′01″E / 47.68074°N 26.66695°E | Încărcați imagine | Raportați eroare |
| 35811.03.04                              | Situl arheologic de la Orășeni-Deal - La Izvoare / ansamblu anonim (Categorie: locuire civilă) (Tip: Așezare)                  | sat Orășeni-Deal, comuna Curtești | La Izvoare                   |                                             | N. Zaharia 1957                         | 47°40′51″N 26°40′01″E / 47.68074°N 26.66695°E | Încărcați imagine | Raportați eroare |
| 39024.02.01                              | Așezarea de perioadă medievală de la Oroftiana - Siliștea veche / ansamblu anonim (Categorie: locuire civilă) (Tip: Așezare)   | sat Oroftiana, comuna Suharău     | Siliștea veche               | sec. XVI - XVIII                            | 1908 1870                               | 48°10′30″N 26°21′23″E / 48.17496°N 26.35627°E | Încărcați imagine | Raportați eroare |
| 39024.03.01                              | Movila La Bordeiul lui Mihai de la Oroftiana / ansamblu anonim (Categorie: descoperire funerară) (Tip: Movilă)                 | sat Oroftiana, comuna Suharău     | Movila La Bordeiul lui Mihai |                                             | O. L. Șovan 2009                        | 48°10′54″N 26°24′38″E / 48.18164°N 26.41066°E | Încărcați imagine | Raportați eroare |
| 39024.04.01                              | Așezarea paleolitică de la Oroftiana - Vatra satului / ansamblu anonim (Categorie: locuire civilă) (Tip: Așezare deschisă)     | sat Oroftiana, comuna Suharău     | Vatra satului                | Gravetian aprox. 28.000/27.000-20.000 ani   | A. Păunescu, P. Șadurschi, V. Chirica   | 48°10′40″N 26°22′09″E / 48.17771°N 26.3693°E  | Încărcați imagine | Raportați eroare |
| 35811.04.01                              | Movila Orășeni de la Orășeni-Deal / ansamblu anonim (Categorie: descoperire funerară) (Tip: movila)                            | sat Orășeni-Deal, comuna Curtești | Movila Orășeni               |                                             | O.L. Șovan 2009                         | 47°40′27″N 26°39′42″E / 47.67404°N 26.66164°E | Încărcați imagine | Raportați eroare |
| 36925.03.01                              | Situl arheologic de la Oneaga / ansamblu anonim (Categorie: descoperire funerară) (Tip: movila)                                | sat Oneaga, comuna Cristești      | Movila din Podiș             |                                             | O. L. Șovan 2009                        | 47°35′42″N 26°43′30″E / 47.59487°N 26.725°E   | Încărcați imagine | Raportați eroare |
| 39024.05.05                              | Movila La Onceni de la Oroftiana / ansamblu anonim (Categorie: descoperire funerară) (Tip: Movilă)                             | sat Oroftiana, comuna Suharău     | Movila La Onceni             |                                             | O.L. Șovan 2009                         | 48°10′08″N 26°20′44″E / 48.16893°N 26.34551°E | Încărcați imagine | Raportați eroare |
| 39024.06.01                              | Movila Corhana de la Oroftiana / ansamblu anonim (Categorie: descoperire funerară) (Tip: Movilă)                               | sat Oroftiana, comuna Suharău     | Movila Corhana               |                                             | O. L. Șovan 2009                        | 48°08′57″N 26°19′42″E / 48.14922°N 26.32837°E | Încărcați imagine | Raportați eroare |